# جک آدامز (بازیگر)
جک آدامز (به انگلیسی: Jack Adams) (زاده ۸ سپتامبر ۱۸۷۹ - ؟) یک بازیگر فیلم‌های صامت اهل آمریکا بود. او در هیستینگز، نبراسکا زاده شد و طی سالهای ۱۹۲۵ تا ۱۹۲۷ در سه فیلم ظاهر شد.

## فیلم شناسی
- جویندگان طلا
- بابا قندی
- نبرد قرن